# قره‌تپه (بردع)
قره‌تپه (به لاتین: Qaratəpə) یک منطقه مسکونی در جمهوری آذربایجان است که در شهرستان بردع واقع شده است. قره‌تپه ۵۵۱ نفر جمعیت دارد.